# Tairrdelbach Ua Conchobair
Tairrdelbach Ua Conchobair, irski plemič, * 1088, † 1156.
Bil je kralj Connachta in veliki kralj Irske.
1. ↑  Oxford Dictionary of National Biography — Oxford: OUP, 2004.